# Diemer-Duhm-Gambit
|   | a | b | c | d | e | f | g | h |   |
| 8 |   |   |   |   |   |   |   |   | 8 |
| 7 |   |   |   |   |   |   |   |   | 7 |
| 6 |   |   |   |   |   |   |   |   | 6 |
| 5 |   |   |   |   |   |   |   |   | 5 |
| 4 |   |   |   |   |   |   |   |   | 4 |
| 3 |   |   |   |   |   |   |   |   | 3 |
| 2 |   |   |   |   |   |   |   |   | 2 |
| 1 |   |   |   |   |   |   |   |   | 1 |
|   | a | b | c | d | e | f | g | h |   |

Die Grundstellung des Diemer-Duhm-Gambits
Das Diemer-Duhm-Gambit (DDG) ist eine Schacheröffnung, die entweder mit den Zügen (siehe auch: Schachnotation)
- 1. d2–d4 d7–d5 2. e2–e4 e7–e6 3. c2–c4!? (über das abgelehnte Blackmar-Diemer-Gambit),
- 1. e2–e4 e7–e6 2. d2–d4 d7–d5 3. c2–c4!? (über die Französische Verteidigung),
- 1. d2–d4 d7–d5 2. c2–c4 e7–e6 3. e2–e4!? (über das Abgelehnte Damengambit) oder
- 1. e2–e4 c7–c6 2. d2–d4 d7–d5 3. c2–c4!? (über Caro-Kann) beginnt.

Das Gambit wird angenommen, wenn Schwarz 3. … dxe4 spielt, die Hauptvariante wird fortgeführt mit 4. Sb1–c3 Sg8–f6 5. f2–f3. Nach 5. f2–f3 teilt sich das Gambit in drei Hauptvarianten auf, die Kmoch-Variante 5. … Lf8–b4, die Keres-Variante 5. … c7–c5 und die Abtauschvariante 5. … e4xf3.
Der Name der Eröffnung geht zurück auf den deutschen Schachspieler Andreas Duhm, der es zwischen 1907 und 1911 im Nah- und Fernschach in die Praxis einführte. 1948 wandte der deutsche Meister Emil Joseph Diemer, der „Vater“ des Blackmar-Diemer-Gambits, dieses Gambit zum ersten Mal an.
Das Diemer-Duhm-Gambit ist eine zweischneidige Eröffnung, die ähnlich wie das Blackmar-Diemer-Gambit auf den entstehenden weißen Angriff begründet ist. Diemer selbst hielt jedoch in der Französischen Verteidigung das Alapin-Diemer-Gambit (3. Le3) für stärker und spielte vor allem gegen die Caro-Kann-Eröffnung das Diemer-Duhm-Gambit.